# Volksabstimmungen in der Schweiz 1948
Dieser Artikel bietet eine Übersicht der Volksabstimmungen in der Schweiz im Jahr 1948.
In der Schweiz fand 1948 auf Bundesebene eine Volksabstimmung statt, im Rahmen eines Urnengangs am 14. März. Dabei handelte es sich um ein fakultatives Referendum.

## Abstimmung am 14. März 1948

### Ergebnis
| Nr. | Vorlage                                                               | Art | Stimm- berechtigte | Abgegebene Stimmen | Beteiligung | Gültige Stimmen | Ja      | Nein    | Ja-Anteil | Nein-Anteil | Stände | Ergebnis |
| --- | --------------------------------------------------------------------- | --- | ------------------ | ------------------ | ----------- | --------------- | ------- | ------- | --------- | ----------- | ------ | -------- |
| 145 | Bundesbeschluss über die Ordnung der schweizerischen Zuckerwirtschaft | FR  | 1'374'490          | 778'427            | 56,54 %     | 754'053         | 272'701 | 481'352 | 36,16 %   | 63,84 %     | –      | nein     |

### Ordnung der Zuckerwirtschaft
Im Zweiten Weltkrieg förderte der Bund den Anbau von Zuckerrüben stark. Dies führte zu einer deutlichen Ausdehnung der Produktion, was aus Sicht des Bundesrates aber nicht genügte. In seiner agrarpolitischen Strategie strebte er die Verdoppelung der Anbaufläche auf mindestens 10'000 Hektaren an. Die Kapazität der bestehenden Zuckerfabrik in Aarberg reichte nicht aus, um die gesamte Ernte verarbeiten zu können, weshalb der Bau einer zweiten Fabrik geplant war. Zur Realisierung dieser Pläne beantragte der Bundesrat beim Parlament die Verabschiedung einer umfassenden Zuckerordnung, die mit wenigen Änderungen angenommen wurde. Gegen diesen Beschluss ergriff ein Ad-hoc-Komitee «gegen den teuren Bundeszucker» erfolgreich das Referendum. Die Gegner kritisierten, die Zuckerordnung sei ein rein planwirtschaftliches Instrumentarium zur Unterstützung eines nicht überlebensfähigen Wirtschaftszweigs, das den Konsumenten höhere Preise bringe. Die Befürworter hoben den Beitrag des Zuckerrübenanbaus zur Landesversorgung hervor und betonten, seine Förderung sei wichtig für die Vielfältigkeit der landwirtschaftlichen Produktion. Fast zwei Drittel der Abstimmenden lehnten die Vorlage ab.